# ¡Invizimals! Únete a la caza
Invizimals: ¡Únete a la Caza! es una serie de televisión de animación, basada en la saga de videojuegos Invizimals, producida principalmente por BRB Internacional y publicada por Sony Computer Entertainment, Screen Veintiuno S.A.U., Televisión Española S.A. y Corporació Catalana de Mitjans Audiovisuals. La serie fue estrenada el 31 de diciembre de 2014 y se dejó de emitir en 2017. En España aparte de Clan (RTVE) también se puede ver en Filmin, en YouTube y en Netflix, mientras que en Cataluña es emitido en Super3. Está disponible para ver en Amazon Prime Video. 

[EDITADO] La serie ya no se encuentra disponible en Netflix. Tampoco se encuentra el canal de YouTube porque lo han eliminado por motivos desconocidos.

## Sinopsis
El científico Keni descubrió, gracias a sus inventos con una tecnología avanzada, que dentro del mundo humano existe otro universo invisible a nuestros ojos habitado por los seres llamados Invizimals. Son criaturas que evolucionan (PUP-COLT-MAX). Hay algunos Invizimals que ya no evolucionan. Se quedan en MAX. 
Los Invizimals únicamente se han dejado ver ante los humanos a lo largo de la historia cuando necesitaban la ayuda de estos, como es el caso actual.
Los X-Tractors han atacado el mundo Invizimal y poco a poco lo están destruyendo y haciéndose los dueños de todo. 
Tigershark, el Invizimal más poderoso de todos, le pide a Keni y a su ayudante Jazmin que le ayuden a ponerse en contacto con los Invizimals que viven escondidos en el mundo humano para poder luchar contra los Xtractors. Para ello, Keni y Jazmin crean la Alianza Z1, un grupo formado por tres adolescentes que son elegidos y entrenados como agentes.
Su misión es destruir a los X-Tractors junto a los Invizimals bajo las órdenes de Keni.

## Personajes
Lima:
Miembro de la Alianza Z1. Es chica de origen sudamericana (Brasil), que actualmente vive en Londres, cerca de la base de la Alianza. Destaca por sus buenas notas en el instituto y su capacidad de liderazgo. Sin embargo, posee una personalidad bastante altiva y tiene la necesidad de verse siempre como la mejor en todo, sobre todo cuando está cerca de Hiro, a quien gusta de dejar en ridículo, ya que ambos son muy distintos. Lo que crea en ambos una relación de odio-amistad. Ella, como Sam, prefiere pensar mucho las cosas antes de actuar. Aun así, en el fondo, es una chica que solo quiere divertirse. Secretamente, es una friki de las series románticas. Seautoproclama la líder de la Alianza Z1.
Hiro:
Miembro de la Alianza Z1. Es un chico de origen japonés que se ha mudado a Londres con su familia. Tal y como se dijo antes, él es todo lo contrario a Lima. Siendo un chico que descuida los estudios, friki de los videojuegos, bastante impulsivo y tiene pocas dotes de líder. Sin embargo, tiene la habilidad de verle siempre una parte divertida incluso a las situaciones más peligrosas. Él suele ser el soporte de los gags graciosos de la serie. Adora ser un miembro de la Alianza, aunque sus habilidades de lucha no son muy buenas. Se podría decir que es un debilucho. Pero va cogiendo habilidades a lo largo de la serie, en contra de las expectativas de todos. Por lo que no puede evitar presumir sus logros. Está emocionalmente unido a Tigershark desde que el Invizimal le regaló su cristal que le permite canalizar la parte Invizimal de su aura, para así transformarse en Tigershark cuando más lo necesite durante un tiempo limitado. Lo que muchas veces marca una victoria decisiva para la Alianza. En varios momentos, demuestra ser un chico muy confiado e inocente, por lo que la mayoría de las veces no es capaz de comprender los insultos de Lima hacia su persona, entre otras cosas. Tiene un mejor amigo llamado Otomo del que se está distanciando debido a que no puede contarle nada sobre los Invizimals. Y eso le pone de los nervios.
Sam:
Miembro de la Alianza Z1.
Es un chico londinense que vive con su abuela. Es un experto hacker informático que, al igual que Keni, tiene la suficiente imaginación y cerebro para crear artilugios de ayuda para él, Lima y Hiro. Aunque algunos prototipos no funcionen del todo bien.Aparte de eso, es un friki de los cómics de aventuras y superhéroes. Por lo que para él, formar parte de la Alianza es un sueño hecho realidad. Es el miembro de la Alianza más calmado, y posiblemente también el más inteligente. Se frustra mucho cuando los inventos no le salen bien a la tercera vez. Es el único que no oculta la existencia de Invizimals y su trabajo de agente, ya que, como él dice, no es bueno para las mentiras. De todas formas, únicamente se lo ha contado a su abuela, y ella cree que todo tiene que ver con uno de los cómics que lee. 
Keni:
Es el científico descubridor del mundo Invizimal en el siglo XXI y creador de la Alianza Z1. Es un hombre joven bastante serio y centrado en su trabajo. Pero debajo de su personalidad fría se esconde un gran entusiasmo y hambre de conocimientos por el mundo Invizimal. Está enamorado de su ayudante Jazmin.
Jazmin:
Es la ayudante de Keni. Es una joven mujer de origen africano. Es tan inteligente como Keni, pero ella es mucho más dulce con la Alianza Z1.
Tigershark:
Como su nombre indica, Tigershark es un Invizimal mitad tigre, mitad tiburón. Es el Invizimal más poderoso de todos hasta el momento. Es mayor incluso que la mismísima humanidad, y cada unos siglos, vuelve a contactarse con los humanos. Cree firmemente que Invizimals y humanos son iguales y que deberían vivir juntos. Tiene la férrea confianza en Hiro que al resto les falta, por eso le regaló a él su cristal que le concede el poder de transformarse en él. Además de eso, de entre todos los humanos elegidos desde el albor de los tiempos, Hiro le parece el mejor y más interesante.
X-Tractors:
Son un ejército de robots malvados que buscan dominar el mundo Invizimal, para que después sea más fácil hacerse con el mundo humano. Su líder se llama Mr. Black. No se sabe nada sobre él de momento.

## Otra información
El programa ha sacado varias colecciones de cartas en colaboración con Panini:
• Invizimals: Desafíos Ocultos.
• Invizimals: Nueva Alianza.
• Invizimals: Batalla de Cazadores.

## Álbum
El álbum más famoso de Invizimals es  Invizimals: Nueva Alianza, que cuenta con los siguientes tipos de cartas:
• Elementales.
• Invizimals de Fuego.
• Invizimals de Hielo.
• Invizimals de Desierto.
• Invizimals de Jungla.
• Invizimals de Océano.
• Invizimals de Roca.
• Invizimals de Metal.
• Invizimals de Aire.
• Cazadores (equipo cazador, amigo cazador y diario cazador).
• Vectores.
• Casas.
• Hábitats.
• Escudos.
• Edición limitada.
- Datos: Q18716264